# アエグレ (小惑星)
アエグレ (96 Aegle) はかなり大きいメインベルト（小惑星帯）の小惑星である。外観は暗い色をしており、多分単純な炭素化合物で構成されていると考えられる。
1868年にジェローム・E・コッジャによってマルセイユで発見された。ギリシア神話のアエグレ (Aegle) にちなんで名づけられている。
2010年1月に福島県から岡山県にかけて掩蔽が観測された。